# Czarnostawiańska Siklawa
Czarnostawiańska Siklawa – kaskadowy wodospad w polskich Tatrach Wysokich, spadający z progu Czarnostawiańskiego Kotła w Dolinie Rybiego Potoku, powyżej Morskiego Oka. Tworzą go wody Czarnostawiańskiego Potoku, wypływającego z Czarnego Stawu pod Rysami i wpadającego do Morskiego Oka. Potok ten spada wodospadami w dwóch miejscach – bezpośrednio poniżej Czarnego Stawu (ok. 1570 m n.p.m.) oraz kilkadziesiąt metrów powyżej tafli Morskiego Oka (ok. 1460 m). Czarnostawiańską Siklawą nazywane są górne bądź dolne.

## Szlaki turystyczne
od schroniska PTTK nad Morskim Okiem nad Czarny Staw pod Rysami; czas przejścia 50 min, ↓ 40 min
Szlak ten poprowadzony jest nieco na zachód od Czarnostawiańskiego Potoku i jego wodospadów, ale są one z niego widoczne.